# Osceola (Iowa)
Osceola es una ciudad ubicada en el condado de Clarke en el estado estadounidense de Iowa. En el Censo de 2010 tenía una población de 4929 habitantes y una densidad poblacional de 284,77 personas por km².

## Geografía
Osceola se encuentra ubicada en las coordenadas 41°1′48″N 93°46′47″O / 41.03000, -93.77972. Según la Oficina del Censo de los Estados Unidos, Osceola tiene una superficie total de 17.31 km², de la cual 16.78 km² corresponden a tierra firme y (3.05%) 0.53 km² es agua.

## Demografía
Según el censo de 2010, había 4929 personas residiendo en Osceola. La densidad de población era de 284,77 hab./km². De los 4929 habitantes, Osceola estaba compuesto por el 90.99% blancos, el 0.59% eran afroamericanos, el 0.39% eran amerindios, el 0.57% eran asiáticos, el 0.08% eran isleños del Pacífico, el 6.23% eran de otras razas y el 1.16% pertenecían a dos o más razas. Del total de la población el 17.57% eran hispanos o latinos de cualquier raza.